# Her Bright Skies
Her Bright Skies foi um banda sueca de punk pop e post-hardcore formada em Jönköping, no ano de 2005. Teve seu desmembramento em 2015, onde o facebook oficial da banda anunciava a saída do baixista Joakim Karlsson (Jolly).

## História
Formada por Johan Brolin (vocal), Niclas Sjostedt (guitarra), Peter Nilsson (guitarra e vocal), Jolle Karlsson (baixo, vocal) e Jonas "Mr.X" Gudmundsson (bateria). O primeiro CD foi lançado em 2007, um EP foi produzido por conta própria.

## Discografia

### EPs
- 2007: Beside Quiet Waters
- 2012: DJ Got Us Falling In Love (Panic & Action, half acoustic EP)
- 2015: Prodigal Son

### Albums
- 2008: A Sacrament; Ill City (District 19)
- 2010: Causing A Scene (Panic & Action)
- 2012: Rivals (Panic & Action)

### Singles
- 2010: Little Miss Obvious (Panic & Action)
- 2011: Ghosts Of the Attic (Panic & Action)

### Music videos
- 2006: Synapce Year
- 2008: Burn all the Towns
- 2010: Sing It!
- 2010: Little Miss Obvious
- 2011: Ghosts Of the Attic
- 2012: DJ Got Us Falling In Love
- 2012: Lovekills